# Сан-Марино (річка)
Сан-Марино (італ. San Marino) — річка в Сан-Марино та Італії.
Маючи витік в Італії в регіоні Марке в провінції Пезаро-е-Урбіно на горі Сан-Паоло (864 м), протікає через міста-комуни Сан-Марино Фйорентіно, К'єзануова і Аккуавіва, деякий час будучи кордоном між Сан-Марино та Італією, а потім між італійськими регіонами Емілія-Романья і Марке, після чого на території італійської комуни Сан-Лео (регіон Марке) впадає в річку Мареккіо поблизу містечка Торелло.
| Сан-Марино | Це незавершена стаття з географії Сан-Марино. Ви можете допомогти проєкту, виправивши або дописавши її. |